# Alfred Dittrich
Alfred Dittrich (* 1950) ist ein ehemaliger Richter am Gericht der Europäischen Union (EuG, vor dem Vertrag von Lissabon Gericht erster Instanz oder kurz GEI genannt).
Dittrich studierte von 1970 bis 1975 Rechtswissenschaften an der Universität Erlangen-Nürnberg, danach arbeitete er als Rechtsreferendar am Oberlandesgericht Nürnberg. Von 1978 bis 1982 war Dittrich Referent im Bundesministerium für Wirtschaft, 1982 in der Ständigen Vertretung der Bundesrepublik Deutschland bei den Europäischen Gemeinschaften und danach bis 1992 im Bundesministerium für Wirtschaft. Von 1992 bis 2007 war er Leiter des Referats „Recht der Europäischen Union“ im Bundesministerium der Justiz.
Als Leiter der deutschen Delegation in der Arbeitsgruppe „Gerichtshof“ des Rates und Bevollmächtigter der Bundesregierung bei Rechtssachen vor dem Europäischen Gerichtshof war Dittrich mit der Europäischen Union und deren Gerichtsbarkeit verbunden.
Dittrich wurde mit Beschluss vom 25. April 2007 und mit Wirkung ab dem 1. September 2007 bis zum 31. August 2013 zum Richter am Europäischen Gericht Erster Instanz ernannt. Mitte 2013 wurde er bis zum 31. August 2019 wiederernannt.